# 贝尔迪
贝尔迪（法語：Berd'huis，法語發音：[bɛʁdɥi] ⓘ）是法国奥恩省的一个市镇，属于莫尔塔涅欧佩什区。

## 地理
贝尔迪（48°20'43"N, 0°44'45"E）面积11.45 平方千米，位于法国诺曼底大区奧恩省，该省份为法国西北部内陆省份，北起顺时针与卡爾瓦多斯省、厄尔省、厄尔-卢瓦省、萨尔特省、马耶讷省和芒什省接壤。
与贝尔迪接壤的市镇（或旧市镇、城区）包括：诺让勒罗特鲁、佩尔什昂诺塞、埃尔河畔圣伊莱尔。

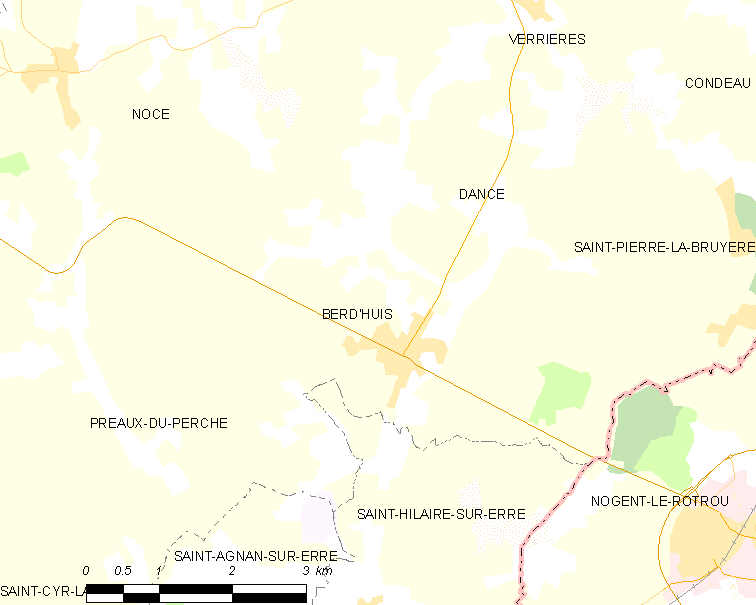
贝尔迪的OSM定位图

贝尔迪的时区为UTC+01:00、UTC+02:00（夏令时）。

## 行政
贝尔迪的邮政编码为61340，INSEE市镇编码为61043。

## 政治
贝尔迪所属的省级选区为布勒通塞勒县。

## 人口

1962-2008年间贝尔迪人口变化图示

贝尔迪于2022年1月1日时的人口数量为1094人。